# Den Helder vasútállomás
Den Helder vasútállomás vasútállomás Hollandiában, Den Helder községben,  településen.

## Vasútvonalak
Az állomást az alábbi vasútvonalak érintik:
- Nieuwediep–Amsterdam-vasútvonal

## Kapcsolódó állomások
A vasútállomáshoz az alábbi állomások vannak a legközelebb:
- Den Helder Zuid vasútállomás